# Żejmele
Żejmele (lit. Žeimelis) – miasteczko na Litwie, położone w okręgu szawelskim i w rejonie pokrojskim, nad rzeką Bersztupą, przy granicy z Łotwą. Liczy 1 216 mieszkańców (2001).

## Zabytki
- Kościół pw. śś. Piotra i Pawła z 1828 roku fundacji rodziny Piotrowskich
- Kościół luterański (łotewski) z 1796 r. z kamienia polnego i nietynkowanej czerwonej cegły
- XVI-wieczny układ urbanistyczny centralnej części miasteczka z centralnym placem i starą zabudową z XVIII-XIX w.
- Stary cmentarz